# 渡邉唯
渡邉 唯（わたなべ ゆい、1月8日 - ）は、日本の女性フリーアナウンサーである。ボイスワークス所属。

## 来歴・人物
北海道岩見沢市出身。藤女子大学文学部英語文化学科卒業。
元NHK札幌放送局のスポーツキャスターで、2015年から2019年まで『ほっとニュース北海道』のスポーツコーナーを担当していた。
2014年度ミス日本酒 北海道大会準優勝。
身長158cm。
ニュース時事能力検定2級保持。
スポーツ観戦、プロレス観戦、音楽鑑賞、料理、ドラム、歌舞伎鑑賞が趣味。